# Атанас Пашев
Атанас Пашев (болг. Атанас Пашев, нар. 21 листопада 1963, Пазарджик) — болгарський футболіст, що грав на позиції півзахисника, флангового півзахисника.
Виступав, зокрема, за клуб «Тракія» (Пловдив), а також національну збірну Болгарії.

## Клубна кар'єра
У дорослому футболі дебютував 1980 року виступами за команду «Хебир» (Пазарджик), в якій провів два сезони. 
Своєю грою за цю команду привернув увагу представників тренерського штабу клубу «Тракія» (Пловдив), до складу якого приєднався 1982 року. Відіграв за команду з Пловдива наступні сім сезонів своєї ігрової кар'єри.
Згодом з 1989 по 1997 рік грав у складі команд «Бейтар» (Єрусалим), «Хапоель» (Рамат-Ган), «Хебир» (Пазарджик), «Марица», «Куала-Лумпур» та «Локомотив» (Пловдив).
Завершив ігрову кар'єру у команді «Белана Белово», за яку виступав протягом 1997—1998 років.

## Виступи за збірну
У 1983 році дебютував в офіційних матчах у складі національної збірної Болгарії. Протягом кар'єри у національній команді, яка тривала 6 років, провів у її формі 15 матчів, забивши 2 голи.
У складі збірної був учасником чемпіонату світу 1986 року у Мексиці.